# Valle Dry Creek (AVA)
El Valle Dry Creek AVA es un Área Vitícola Americana en el condado de Sonoma, California, localizada en el noroeste del pueblo de Healdsburg. El valle está formado por Dry Creek, un tributario del Rio Ruso, y aproximadamente 16 millas de largo y 2 millas de ancho. La denominación se beneficia por la proximidad de la Reserva del Lago Sonoma por riego en esta zona relativamente seca.

## Bodegas
Más de 50 bodegas están en el Valle Dry Creek AVA, y más de 160 bodegas producen vinos que tienen la designación del Valle Dry Creek AVA. En el Valle Dry Creek AVA se ubica la mayor parte de los viñedos de Sonoma de la Bodega E & J Gallo, que estableció las instalaciones de las bodegas en el valle a principios de 1990.